# De vergeten vluchtelingen
Scenario: Peter Van Gucht
Tekeningen: Luc Morjaeu, De vergeten vluchtelingen is een stripverhaal uit de reeks van Suske en Wiske. Het werd geschreven door een scenario- en tekenteam onder leiding van Peter Van Gucht en Luc Morjaeu speciaal voor Stichting Vluchteling en verscheen in albumvorm op 26 augustus 2006.

## Locatie
Dit verhaal speelt zich af in:
- een Afrikaans land, een vluchtelingenkamp.

## Personages
In dit verhaal spelen de volgende personages een rol:
- Suske, Wiske, Schanulleke, Lambik, Jerom, Jahi, Neema, Amani en Nuru, vluchtelingen, Janjaweed.

## Het verhaal
Suske, Wiske, Lambik en Jerom zijn op safari als Schanulleke gepakt wordt door een aap. Wiske rent haar achterna en de vrienden volgen, maar Jerom en Lambik raken de kinderen kwijt door een leeuw. Suske en WIske ontmoeten Jahi, die met zijn vrienden Neema, Amani en Nuru hout haalt voor het kamp. Nuru valt flauw en Suske en WIske rennen naar de tankwagen voor water, maar iedereen in de rij heeft dorst. Suske sluit achteraan. Jerom en Lambik vinden een boom vol apen en Jerom kan Schanulleke afpakken. Wiske zoekt een dokter voor Nuru en ziet een leraar zijn les in zand schrijven. Ze kan de enige dokter in het vluchtelingenkamp niet vinden, maar Suske heeft water gekregen van iemand en Nuru komt bij. Dan valt de duivel te paard, de Janjaweed, het kamp aan. De kinderen vluchten, maar Wiske stormt op de mannen af. Gelukkig komen Lambik en Jerom net aan en Jerom verslaat de mannen. Er is geen water, dus Jerom graaft een kuil en er wordt een pomp aangesloten. De kinderen vragen de vrienden om alle mensen op de hoogte te stellen van de situatie waarin ze leven.